# Swertia rotundiglandula
Swertia rotundiglandula är en gentianaväxtart som beskrevs av T. N. Ho och S. W. Liu. Swertia rotundiglandula ingår i släktet Swertia och familjen gentianaväxter. Inga underarter finns listade i Catalogue of Life.